# 第40回日本ラグビーフットボール選手権大会
第40回日本ラグビーフットボール選手権大会は、2003年2月9日から2003年2月23日まで秩父宮ラグビー場及び近鉄花園ラグビー場及び国立霞ヶ丘競技場陸上競技場で行われた日本ラグビーフットボール選手権大会である。

## 概要
全国社会人大会が2003年で終了のため、今大会でこの枠での出場が最後となった。

## 出場チーム
8チーム
社会人
- サントリー(第55回全国社会人大会優勝チーム・3年連続6回目)
- 東芝府中(第55回全国社会人大会準優勝チーム・4年ぶり5回目)
- NEC(第55回全国社会人大会ベスト4チーム・2年ぶり3回目)
- リコー(第55回全国社会人大会ベスト4チーム・29年ぶり3回目)

大学
- 早稲田大学(第39回大学選手権優勝校・2年連続12回目)
- 関東学院大学(第39回大学選手権準優勝校・6年連続6回目)
- 帝京大学(第39回大学選手権ベスト4校・初出場)
- 法政大学(第39回大学選手権ベスト4校・2年連続6回目)

## 試合結果

### 1回戦
2月9日(日)
秩父宮ラグビー場　第1試合
- 法政大学 0-33 東芝府中

秩父宮ラグビー場　第2試合
- 早稲田大学 31-68 リコー

近鉄花園ラグビー場　第1試合　
- NEC 26-0 関東学院大学

近鉄花園ラグビー場　第2試合　
- サントリー 72-12 帝京大学

### 2回戦
2月16日(日)
秩父宮ラグビー場
- サントリー 52-24 リコー

近鉄花園ラグビー場
- NEC 29-5 東芝府中

### 決勝
| 2月23日 14:00 | NEC                                                                                 | 36 - 26 | サントリー                                                                              | 国立霞ヶ丘競技場陸上競技場 レフリー: 下井真介 |
| 2月23日 14:00 | トライ: 久富雄一 川合レオ 網野正大 マーシュ 窪田幸一郎(2) コンバート: 白濱啓一(3/6) | Report  | トライ: 早野貴大 浅田朗 大久保直弥 坂田正彰 コンバート: 伊藤宏明(2/3) ウルイナヤウ(1/1) | 国立霞ヶ丘競技場陸上競技場 レフリー: 下井真介 |

| FB     | 15 | 白濱啓一         |
| RW     | 14 | 窪田幸一郎       |
| OC     | 13 | ジョージ・コニア |
| IC     | 12 | 川合レオ         |
| LW     | 11 | 田中誠士         |
| FH     | 10 | 岡野清紀         |
| SH     | 9  | 辻高志           |
| N8     | 8  | 箕内拓郎 ()      |
| OF     | 7  | グレン・マーシュ |
| BF     | 6  | 大東毅           |
| RL     | 5  | 熊谷皇紀         |
| LL     | 4  | 浅野良太         |
| TP     | 3  | 東孝三           |
| HK     | 2  | 網野正大         |
| LP     | 1  | 久富雄一         |
| Coach: |    |                  |
| 太田治 |    |                  |

| FB       | 15 | 小野澤宏時           |
| RW       | 14 | 吉田尚史             |
| OC       | 13 | アラマ・イエレミア   |
| IC       | 12 | 浅田朗               |
| LW       | 11 | 北條純一             |
| FH       | 10 | 伊藤宏明             |
| SH       | 9  | 田中澄憲             |
| N8       | 8  | 大久保直弥 ()        |
| OF       | 7  | 阮申琦               |
| BF       | 6  | 北川新三             |
| RL       | 5  | ジェミー・ワシントン |
| LL       | 4  | 早野貴大             |
| TP       | 3  | 元吉和中             |
| HK       | 2  | 坂田正彰             |
| LP       | 1  | 長谷川慎             |
| Coach:   |    |                      |
| 土田雅人 |    |                      |

| 日本ラグビーフットボール選手権大会 第40回大会 優勝 |
| -------------------------------------------------- |
| NEC 初優勝                                         |

## エピソード
- NECは東日本社会人リーグ7位から優勝したのでミラクル7と呼ばれた[16]。